# Солнцево (станция метро)
«Со́лнцево» — станция Московского метрополитена на Солнцевской линии. Расположена в районе Солнцево (ЗАО), по которому и получила своё название. Открыта 30 августа 2018 года в составе участка «Раменки» — «Рассказовка». Колонная двухпролётная станция мелкого заложения с одной островной платформой.

## История
Название станции «Солнцево» происходит от одноимённого района, который в 1984 году вошёл в состав Москвы. До этого здесь располагалась известная с XVII века деревня Суково, принадлежавшая князьям Трубецким. Название «Солнцево» было дано этому району в 1938 году, по имени нового посёлка для московских рабочих. Первоначально станция Солнцево была условно обозначена ещё в 1973 году в Генеральном плане развития Москвы. В плане за 1985 год станция была включена в проект хордовой линии Солнцево—Мытищи. Также московские власти некоторое время рассматривали вариант продления в Солнцево Сокольнической линии к 2014 году, но отказались от него.

### Строительство
В сентябре 2013 года началось строительство электродепо «Солнцево» Солнцевской линии метрополитена.
В мае 2014 года перекрыта улица Богданова от кинотеатра до улицы Авиаторов. Огорожен участок будущей станции. Начались работы.
- 11 апреля 2014 года. Пройден левый перегонный тоннель от Говорово к Солнцево, длина — 1,8 км[7].
- 12 апреля 2017 года. Готовность станции оценивается в 85 %[8].
- 3 мая 2017 года. Пройден правый перегонный тоннель между станциями «Говорово» и «Солнцево»[9].
- Июль 2017 года. Началась отделка станции[10].
- Октябрь 2017 года. Завершён монтаж эскалаторов в обоих вестибюлях станции, платформа отделывается гранитом, идёт установка креплений для монтажа декоративных панелей на стены[11].
- Март 2018 года. Закончены работы по отделке колонн. На поверхности станции Солнцево уже готовы входные павильоны[12].
- Апрель 2018 года. Завершен монтаж панелей входных павильонов над вестибюлями станции[13].
- 25 апреля 2018 года. Завершается облицовка стен станции[14].
- 16 мая 2018 года. Готовы павильоны над двумя вестибюлями станции[15].
- 21 июня 2018 года. Технический пуск Солнцевского радиуса от станции «Раменки» до станции «Рассказовка».

АО «Мосинжпроект» — управляющая компания по строительству станции метро.

### Открытие станции
Станция открылась 30 августа 2018 года в составе участка «Раменки» — «Рассказовка», после ввода в эксплуатацию которого в Московском метрополитене стало 222 станции.

## Расположение и вестибюли

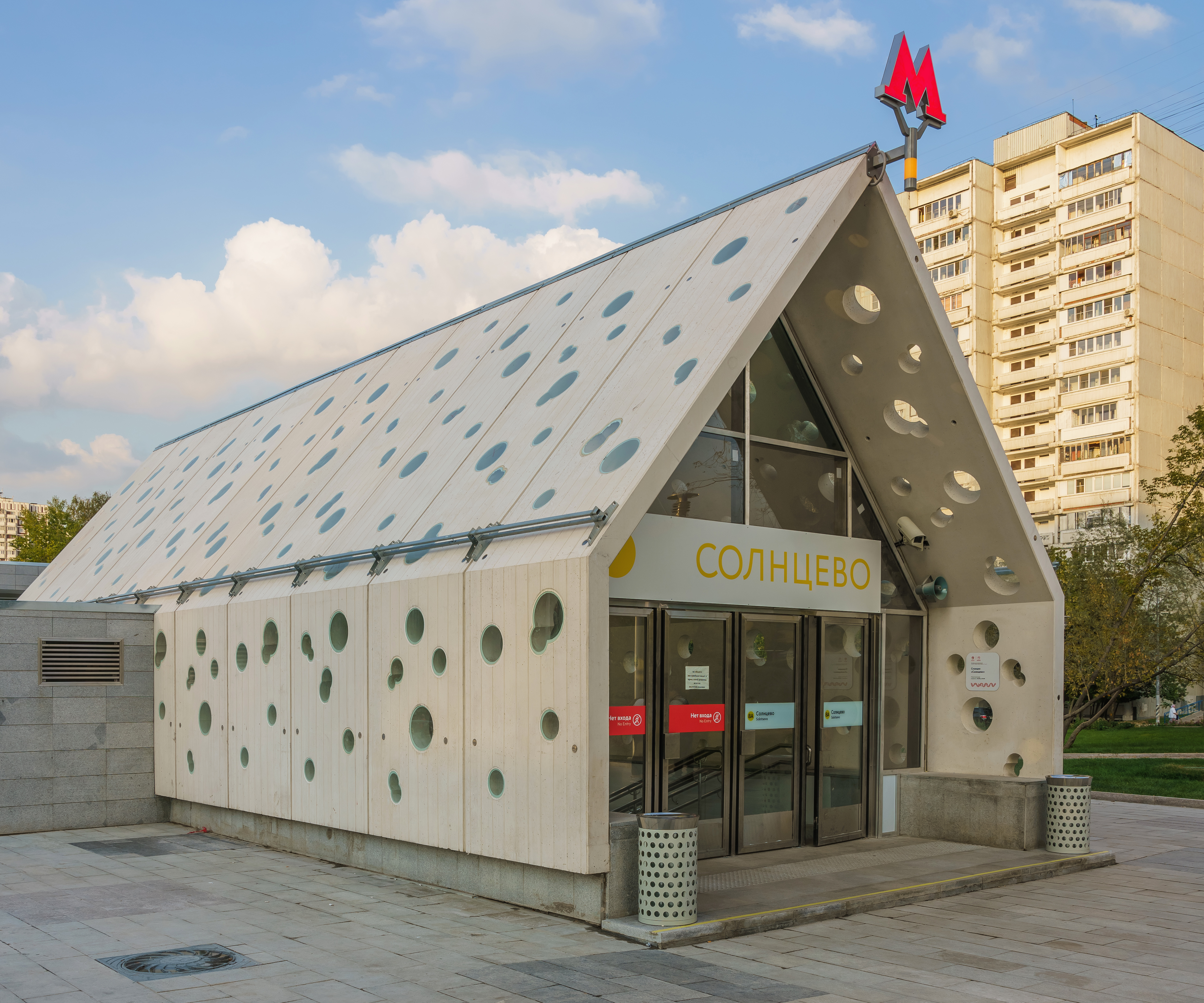
Один из входных павильонов станции

Станция располагается под улицей Богданова, между примыканием к ней Попутной улицы и храмом преподобного Сергия Радонежского, на удалении от водоохранной зоны Большого Солнцевского пруда.
Станция имеет два подземных вестибюля с выходами в подземные переходы. Из юго-западного вестибюля можно выйти к улице Богданова, Попутной улице и улице Авиаторов, из северо-восточного — на улицу Богданова, близ Сергиевской церкви. Лестничные сходы закрыты наземными павильонами, для маломобильных групп населения предусмотрены холлы с лифтами. Наземные павильоны имеют форму сараев с двускатной крышей, внутрь которых сквозь перфорированные металлические листы попадают естественные солнечные лучи. Для защиты от осадков отверстия в крыше и стенах заделаны акриловым стеклом.

## Архитектура и оформление
Колонная двухпролётная станция мелкого заложения.
На оформление станций «Солнцево» и «Новопеределкино» был организован открытый международный конкурс, в который были включены требования использовать в отделке только российские материалы и уложиться по стоимости работ по оформлению в 5 % от общей стоимости станции. Победитель выбирался комиссией на основе оценок профессионального жюри и результатов опроса жителей Москвы через приложение «Активный гражданин». Вариант дизайна станции «Солнцево» российского архитектурного бюро «Nefa Architects» набрал наибольшее число голосов как в опросе, так и у жюри, и компания получила право заключить договор с проектировщиком на использование своего архитектурно-художественного решения с ценой 3,5 миллиона рублей.
На платформе имитированы солнечные лучи, возникающие при помощи светящихся отверстий в стенах и потолке благодаря отражающим свойствам искусственных источников света. Навигация на стенах выполнена в виде светящейся полосы в транслюцентном искусственном камне. При подъёме по эскалаторам пассажиры смогут увидеть оптическую иллюзию в виде восходящего солнечного диска. Ввиду особенностей рельефа местности длина эскалаторов в юго-западном вестибюле на 5 метров больше, чем в северо-восточном — 30 метров против 25.
| - Посадочная платформа - Потолок - Путевая стена - Название станции на путевой стене |

## Наземный общественный транспорт
На этой станции можно пересесть на следующие маршруты городского пассажирского транспорта:
- Автобусы: с258, 330, 707, 734, 793, 862

## Путевое развитие
За станцией в сторону «Боровского шоссе» к главным путям примыкают соединительные ветви с электродепо «Солнцево».

## Пассажиропоток
Станция обслуживает жителей района Солнцево (125 тысяч человек), причём для 40 тысяч из них станция находится в пешей доступности. Пассажиропоток станции составит 7500 человек в час в утренний час пик.